# Organized Crime and Corruption Reporting Project
Organized Crime and Corruption Reporting Project (in sigla: OCCRP), in italiano: Progetto di investigazione sulla corruzione e il crimine organizzato è un'organizzazione giornalistica non-profit fondata nel 2006 come un consorzio di centri di giornalismo investigativo, media e giornalisti indipendenti che operano in Europa orientale, nel Caucaso, in Asia Centrale, America Latina e Africa. OCCRP diffonde le sue inchieste attraverso decine di tv, giornali e siti internet dei diversi paesi, e sul proprio sito in lingua inglese e russa. OCCRP è uno dei primi esempi professionali di collaborazione giornalistica investigativa transnazionale gestito da un'organizzazione non-profit, un approccio che sta guadagnano riconoscimenti crescenti negli Stati Uniti e anche in Europa.

## Storia
OCCRP è stato fondato da due noti giornalisti, Drew Sullivan e Paul Radu. Sullivan aveva fondato il Center for Investigative Reporting (CIN) in Bosnia Erzegovina, Radu lavorava come giornalista investigativo in Romania. La prima inchiesta realizzata in collaborazione con altri colleghi riguardava la vendita di energia. L’inchiesta dimostrava che nonostante i trader comprassero l’energia a costi bassi, il settore pubblico pagava prezzi sempre più alti. Nel 2007 l’inchiesta vinse la prima edizione del premio Global Shining Light Award istituito dal Global Investigative Journalism Network. Dopo quell'inchiesta, Radu and Sullivan hanno realizzato altre inchieste collaborative ed hanno dato vita ad OCCRP grazie ad un fondo dell’United Nations Democracy Fund.
Da allora, OCCRP è stato premiato ai Global Shining Light award altre cinque volte, nonché agli European Press Prize, IRE Awards, PEN, UNESCO/Guillermo Cano World Press Freedom Prize e Press Freedom Award (questi tre per Xədicə İsmayılova), Knight International Journalism Award, Daniel Pearl Award, e altri numerosi premi nazionali e locali. OCCRP è anche stato premiato due volte con l'IRE Medal, "il più grande onore che può essere conferito per il giornalismo investigativo" da Investigative Reporters and Editors (IRE), l'associazione di categoria dei giornalisti investigativi statunitensi.

## Mission
L’obiettivo di OCCRP è di ricostruire e rendere pubblici gli affari e i legami della criminalità organizzata e le loro relazioni con i governi. Il gruppo di lavoro è costituito da giornalisti provenienti da tutto il mondo.
In una dichiarazione circa la sua missione si legge: “Il mondo in cui viviamo è sempre più polarizzato. I media sono invasi da propaganda e disinformazione, o semplicemente diffondono informazioni scorrette. Dobbiamo sforzarci per capire come funzionano le nostre società che sono sempre più complesse. Dobbiamo essere in grado di arrivare alla verità per poter prendere le decisioni di cui abbiamo bisogno. Nel nostro piccolo ci impegniamo nel dire la verità e lo facciamo nel modo migliore che possiamo”.
OCCRP è una delle principali organizzazioni al mondo dedicate al giornalismo investigativo; produce più di 90 inchieste originali cross-nazionali l'anno. Il sito è visitato da più di 6 milioni di lettori al mese; altri 200 milioni hanno accesso alle sue inchieste attraverso le testate che ri-pubblicano il lavoro del Centro, e lo adattano per il loro pubblico nazionale.
L’organizzazione conduce anche corsi di formazione per giornalisti su tecniche giornalistiche avanzate.

## Attività

### Inchieste
OCCRP ha condotto numerose inchieste investigative di alto livello, incluso su temi come finanza offshore, l’influenza della criminalità organizzata sulla proprietà delle società calcistiche, casinò e industria della sicurezza. Nel 2013, ha aperto una nuova pista sul caso Magnickij, la più grande evasione fiscale della storia della Russia, dimostrando che i fondi rubati dalle casse del tesoro russo erano finiti in un’azienda che all’epoca era guidata dal figlio di un ex ministro dei trasporti. Parte dei fondi era stata usata per comprare proprietà immobiliari di fascia alta vicino a Wall Street Da allora i pubblici ministeri statunitensi hanno cercato di sequestrare alla società 18 milioni di dollari di proprietà.
Lavorando insieme alla TV svedese SVT e all’agenzia TT News Agency, OCCRP ha scoperto che il gigante delle telecomunicazioni TeliaSonera (oggi Telia), Vimpelcom e altre compagnie telefoniche hanno pagato circa un miliardo di tangenti alle compagnie controllate da Gulnata Karimova, la moglie del presidente dell’Uzbekistan Islom Karimov. Dopo lo scandalo più di 800 milioni di beni sono stati sequestrati e congelati dalle autorità. Vimpelcom ha pagato 775 milioni di multa per la propria parte nelle tangenti. L'inchiesta ha vinto diversi riconoscimenti internazionali.
OCCRP ha lavorato al progetto Panama Papers insieme all’International Consortium of Investigative Journalists e alla Süddeutsche Zeitung producendo più di 40 articoli sulla corruzione legata ad entità offshore in cui risultavano coinvolte personalità vicine al presidente russo Vladimir Putin, il presidente dell’Azerbaijan İlham Əliyev e il presidente ucraino Petro Porošenko. Le storie sulle casseforti miliardarie offshore degli uomini di Putin realizzate grazie al reporting di OCCRP e Novaja Gazeta (membro di OCCRP in Russia) sono state premiate nel 2017 con il Premio Pulitzer.
Successivamente, incrociando i Panama Papers con gli archivi delle precedenti inchieste, OCCRP ha dimostrato come le società segrete di Sergej Roldugin, sospettato di essere il principale prestanome di Putin, hanno beneficiato dei fondi sottratti nella frode Magnickij.
Ha indagato e prodotto un documentario sul tentativo di omicidio di un banchiere russo che ha portato il governo moldavo a bandire il partito politico filo-russo Patria alle elezioni del 2014 e il leader del partito a fuggire dal paese. Ha inoltre indagato su un massiccio programma di riciclaggio di denaro, la cosiddetta "lavanderia russa", che ha trasferito decine di miliardi di dollari in Europa utilizzando società offshore, falsi prestiti e giudici moldavi corrotti. Alcune delle banche russe coinvolte erano in parte di proprietà di Igor Putin, cugino del presidente russo Vladimir Putin.
Le sue inchieste sul presidente e sul primo ministro montenegrino Milo Đukanović hanno portato a manifestazioni di piazza, a richieste di dimissioni e ad un attento scrutinio da parte dell’Unione europea e della NATO sulle richieste di adesione del Montenegro alle due organizzazioni. Due serie di articoli hanno esaminato i legami tra Đukanović e la criminalità organizzata. Un’altra serie ha tracciato i movimenti della banca della famiglia del presidente, Prva Banka, e di come egli abbia gestito il processo di privatizzazione concedendo la banca a suo fratello a basso prezzo, spostando ingenti quantità di fondi pubblici nella banca per poi concedere prestiti a familiari, amici e crimine organizzato a condizioni estremamente favorevoli. Quando la banca è poi fallita sotto il peso di questi prestiti inesigibili, Đukanović l’ha salvata con fondi pubblici. La Banca centrale del Montenegro ha detto che il governo aveva mentito sul pagamento dei prestiti.
Un’altra serie di articoli ha approfondito le modalità in cui il presidente, attraverso il suo staff, ha intrattenuto strette relazioni con trafficanti di droga internazionali come Darko Saric, al punto che alcuni comuni costieri controllati dal suo partito hanno concesso quasi gratuitamente l’uso di alcune proprietà al bos ricercato. L’inchiesta ha anche mostrato che la mafia italiana contrabbandava sigarette in Italia da un’isola al largo della costa montenegrina di proprietà dell’amico del presidente Stanko Subotic e controlla dal suo capo della sicurezza.

### Impatto
Dal 2009 al 2016, il lavoro d’inchiesta di OCCRP ha contribuito:
- al sequestro di circa 4.2 miliardi di beni;
- ad iniziare 55 indagini penali;
- ad emettere 115 mandati di arresto
- a 12 dimissioni eccellenti, tra cui un presidente, un primo ministro e amministratori delegati di importanti società internazionali.[3]

### PremioPersona dell’anno
Dal 2012, OCCRP dedica il Premio Persona dell’anno a “le persone che hanno contribuito a far crescere il crimine organizzato e la corruzione".
- 2012, İlham Əliyev, Presidente dell’Azerbaijan

- 2013, Parlamento romeno

- 2014, Vladimir Putin, Presidente della Federazione russa

- 2015, Milo Đukanović,  Primo ministro del Montenegro

- 2016, Nicolás Maduro,  Presidente del Venezuela

- 2017, Rodrigo Duterte, Presidente delle Filippine

- 2018, Danske Bank, banca danese per lo scandalo milionario legato al riciclaggio di denaro[16]

## Membri dell'OCCRP
- Center for Investigative Reporting in Bosnia ed Erzegovina
- Rise Project Romania
- Centro del giornalismo investigativo bulgaro
- Centro di investigazione in Serbia
- Novaja Gazeta in Russia
- The Kyiv Post
- HETQ (Giornalisti investigativi armeni) in Armenia
- re:Baltica in Lettonia
- Atlatszo.hu in Ungheria
- SCOOP-Macedonia
- MANS in Montenegro
- Liberali and Studio Monitor in Georgia
- Una rete di giornalisti e media dall'Europa orientale all'Asia centrale
- Ceske Centrum Pro Investigativni Zurnalistiku in Repubblica Ceca
- BIRN Kosovo